# الجمعية الألمانية للملاحة الجوية والفضائية
الجمعية الألمانية للملاحة الجوية والفضائية ( DGLR ؛ (بالألمانية: Deutsche Gesellschaft für Luft- und Raumfahrt - Lilienthal-Oberth e.V.)‏ هي جمعية الفضاء الألمانية. تأسست في عام 1912 تحت اسم Wissenschaftliche Gesellschaft für Flugtechnik (WGF). وهو ثاني أقدم مجتمع تقني وعلمي في مجال الفضاء في العالم.
نشرت الجمعية بعضًا من Zeitschrift für Flugtechnik und Motorluftschiffahrt ( ZFM ) ("مجلة هندسة الطيران والمركبات الجوية للطيران") حتى عام 1933 

## الجوائز
تم منح الجوائز التالية من قبل الجمعية للمساهمات البارزة:
- خاتم لودفيغ براندتل
- Eugen-Sänger-Medaille
- Otto-Lilienthal-Medaille